# Górka (województwo pomorskie)
Górka (kaszb. Górka, niem. Gohrke) – osada w Polsce położona w województwie pomorskim, w powiecie lęborskim, w gminie Wicko.
W latach 1975–1998 miejscowość administracyjnie należała do województwa słupskiego.
Inne miejscowości o nazwie Górka: Górka